# Hålogaland

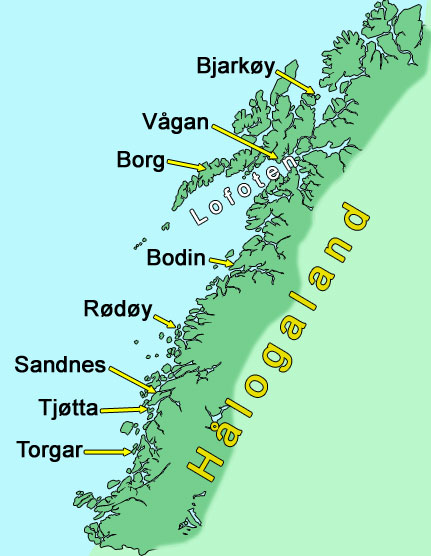
Mapa d'Hålogaland i els seus principals assentaments cap a l'any 1000

Hålogaland (en nòrdic antic: La terra de les flames altes, en referència a l'aurora boreal) era el nom que es donava fins a l'edat mitjana a la zona de l'actual Noruega situada al nord de Trøndelag, corresponent a les actuals províncies de Nordland i Troms. Abans de la introducció del cristianisme a Noruega, Hålogaland era un regne independent, limítrof al sud amb el de Namdalen i al nord amb Lyngen. Aquests tres regnes estaven habitats per població nòrdica, a diferència de Finnmark, poblada per samis.

## Història
Jordanes explicà en la seua Getica que Hålogaland estava habitada per la tribu dels hálogi (també anomenats Adogit, possiblement una forma primitiva del mateix nom) i que compartien territori amb altres tribus com els screrefennae, que s'identifica amb els sami, un grup caçador ugrofinés. Els hálogi a poc a poc s'anaren desplaçant cap a la costa i formaren el grup tribal dels háleygir que a partir dels s. VII i VIII tingueren certa importància política.
La Noruega de l'era vikinga es dividia en petits regnes independents governats per nobles que competien per la supremacia del mar i la influència política, i buscaven aliances o el control sobre altres famílies reials, voluntàriament o per força. Aquestes circumstàncies provocaren períodes turbulents i vides heroiques com es recull en la saga Heimskringla de l'skald islandés Snorri Sturluson al s. XIII, sobretot en la saga Ynglinga i Háleygjatal.
La saga Heimskringla esmenta els governants dels territoris noruecs com konungr (o reis), a Agder, Alfheim, Hedmark, Hordaland, Nordmøre, Romsdal, Rogaland, Romerike, Sogn, Solor, Sunnmøre, Trondelag, Vestfold i Viken. En el cas d'Hålogaland el títol del governant era jarl (equivalent a comte), entre els quals destacaven els jarls de Lade a Trondheim, de gran influència politicomilitar.